# EgyptAir Express

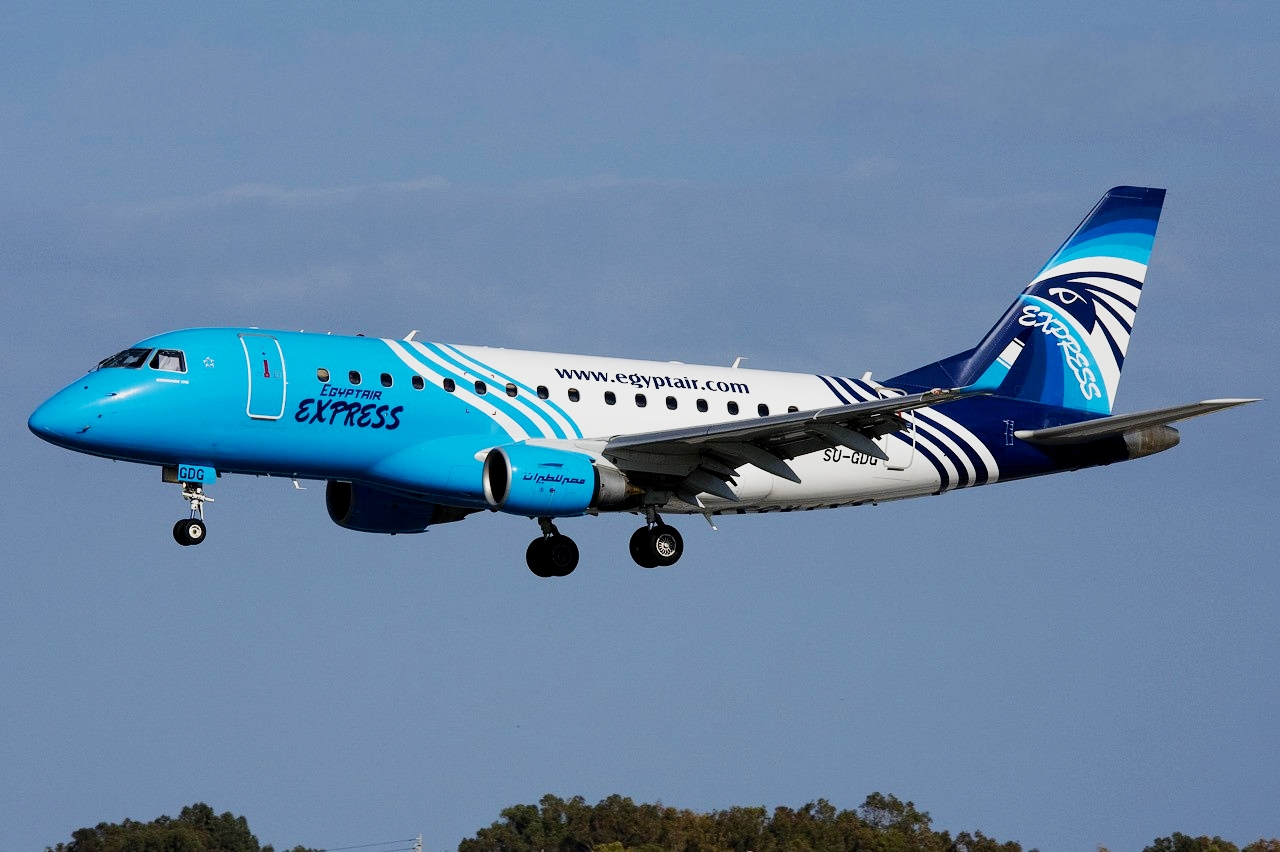
Az Egyptair Express Embraer ERJ-170LR gépe leszállás közben a máltai nemzetközi repülőtéren (2011)

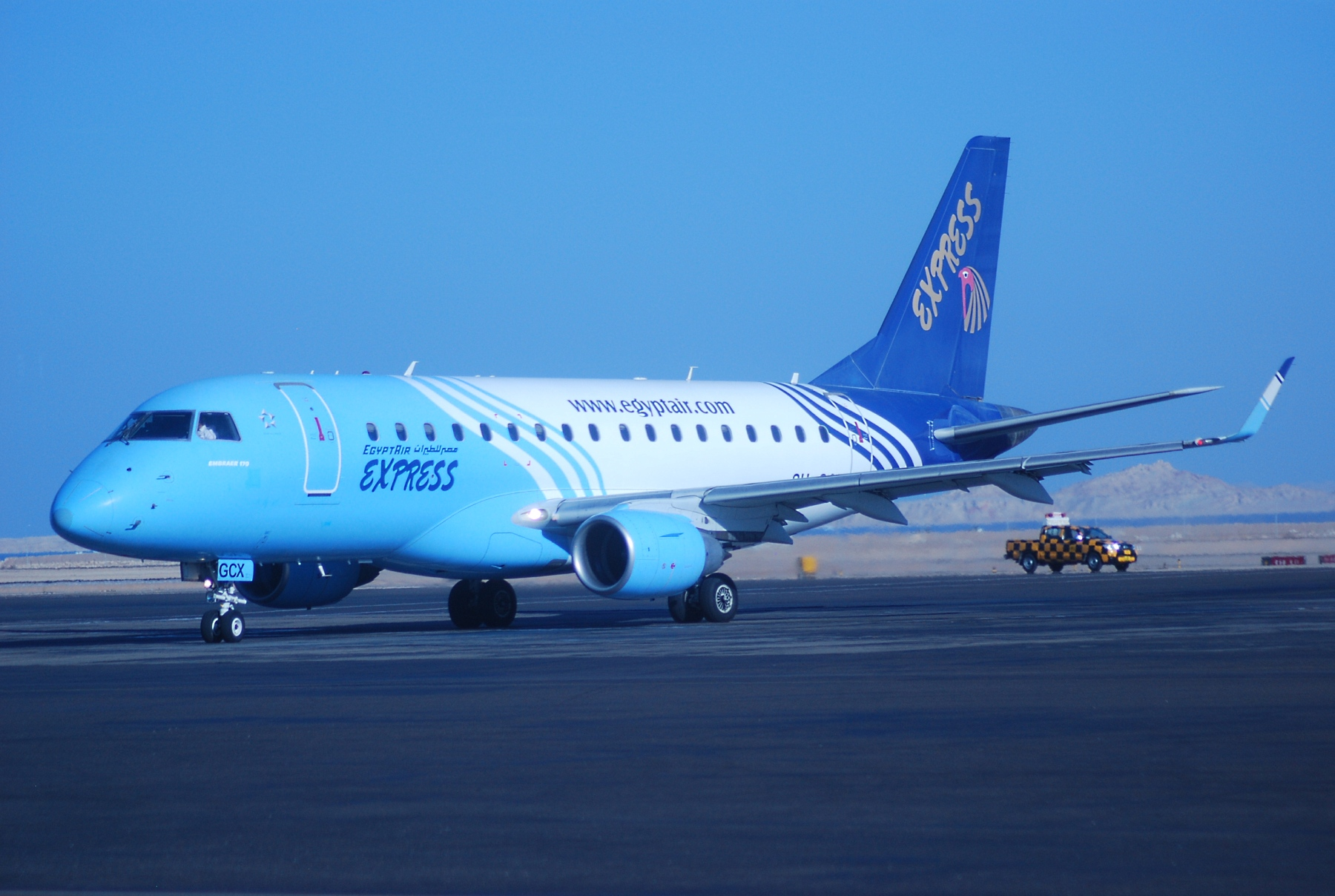
Egy gép a Sarm es-Sejk-i repülőtéren (2012)

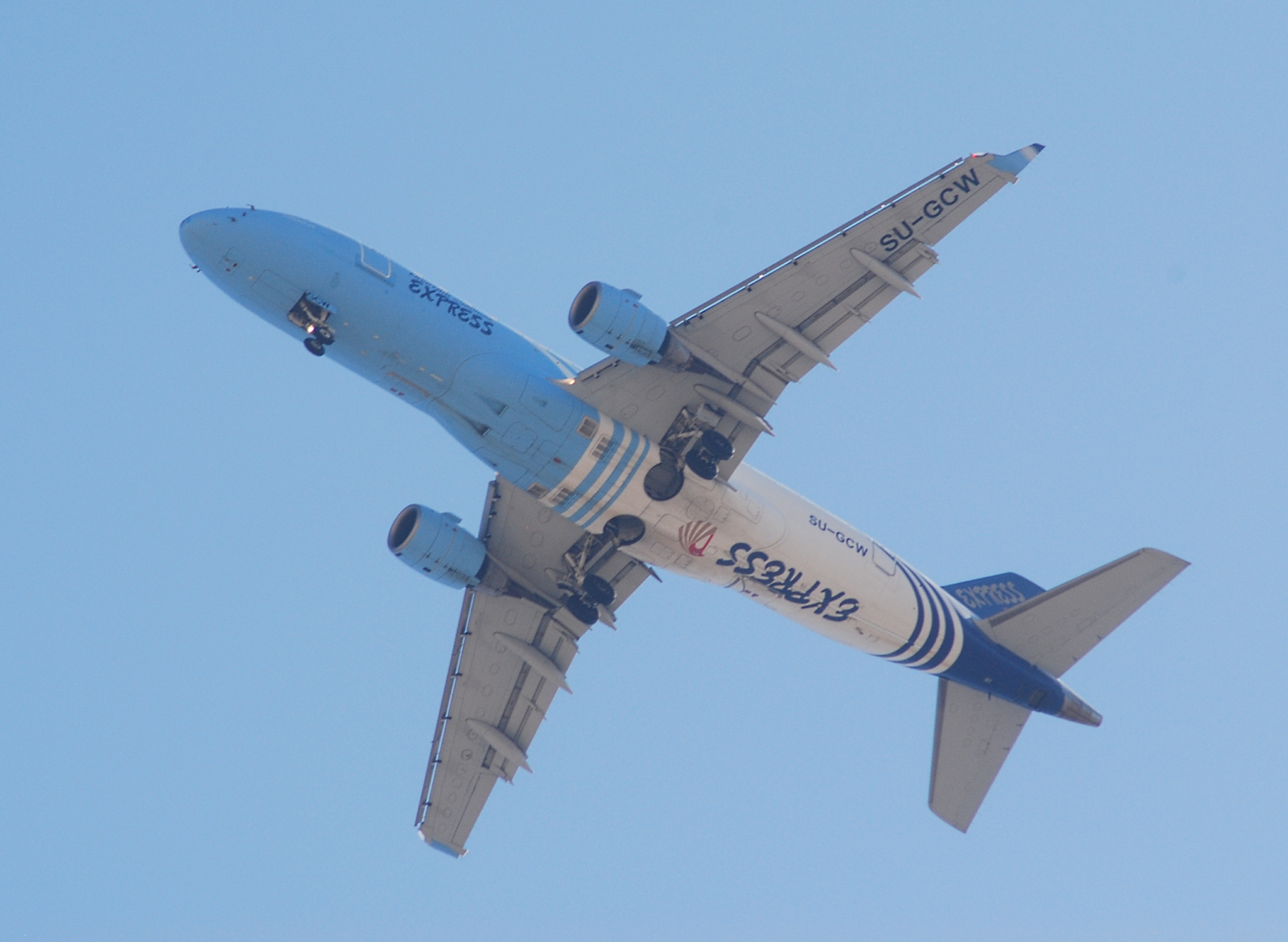
Egy gép alulnézetből

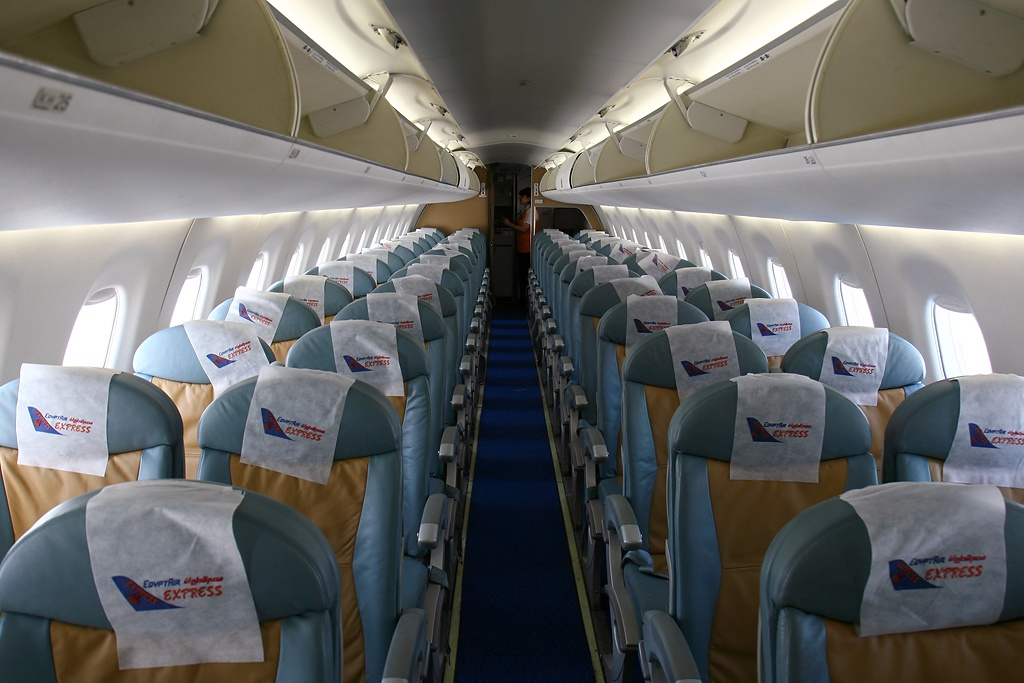
A gép belseje

Az EgyptAir Express (arabul: مصر للطيران إكسبريس, Miṣr liṭ-Ṭayarān Ekspres) egy egyiptomi regionális légitársaság volt, az állami tulajdonban lévő EgyptAir teljes tulajdonú leányvállalata. A céget 2006 májusában hozták létre, hogy kisebb repülőgépekkel gyakoribb járatokat indíthassanak egyes belföldi és regionális útvonalakon. Működését 2007. június 1-jén kezdte meg. Bázisrepülőtere a kairói nemzetközi repülőtér. Fennállása nagy részében flottája egy az egyben Embraer E–170 gépekből állt; 2017-ben jelentette be az EgyptAir, hogy 2018-tól lecserélni tervezi ezeket a gépeket, erre a célra 2017 végén tizenkét Airbus A220-300 gépet rendelt. 2019. november 4-én a cég egy átszervezés részeként beolvadt az anyavállalatba.
A légitársaság 2008 júliusától a Star Alliance tagja volt, anyacége, az EgyptAir által.

## Története
Az EgyptAir Expresst 2006 májusában alapították, és 2007. június 1-jén kezdte meg működését. A kezdetektől Embraer E–170 repülőgépeket használt, melyek festése az EgyptAiréhez hasonlított, de több volt benne a kék szín. A légitársaság fő bázisa a kairói nemzetközi repülőtér volt, 2018 januárjában jelentették be, hogy bázist nyit a Sarm es-Sejk-i repülőtéren is, érkező, Airbus A220-300 gépekből álló új flottája kedvéért, melyekkel az úti célok listáját is bővíteni tervezték, járatokkal Olasz- és Németországba, valamint Marokkóba és Indiába. 2019. november 4-én a cég Junesz Hamed repülésügyi miniszter átszervezési tervei részeként beolvadt az EgyptAirbe. A légitársaság továbbra is az Embraer E170-eket üzemeltette; egyesével adogatták el őket havonta, útvonalaikat az EgyptAir által üzemeltetett Airbus A220 gépek vették át. A légitársaság 2020 júniusában szüntette be működését, az utolsó Embraer eladása után.

## Vállalati ügyek

### Üzleti trendek
Az üzleti év június 30-án végződik.
|                                | 2008   | 2009   | 2010   | 2011 | 2012 | 2013   |
| ------------------------------ | ------ | ------ | ------ | ---- | ---- | ------ |
| Pénzforgalom (E£m)             | 334    | 525    | 706    | 636  | 628  | 796    |
| Nyereség (E£m)                 | 4      | 15     | 7      | −18  | −101 | 7      |
| Alkalmazottak száma (év végén) | n/a    | n/a    | n/a    | n/a  | n/a  | n/a    |
| Utasok száma (millió)          | 0.9    | 1.1    | 1.5    | 1.3  | 1.1  | 1.3    |
| Járatok kihasználtsága (%)     | 81     | 76     | 77     | 75   | 72   | 79     |
| Repülőgépek száma (év végén)   | 6      | 12     | 12     | 12   | 12   | 12     |
| Források/megjegyzések          | [ 11 ] | [ 11 ] | [ 12 ] | (*)  | (*)  | [ 14 ] |

(*) A 2011 és 2012. június 30-án véget éri évek adatai késve érkeztek meg a 2011-es egyiptomi forradalom miatt.

## Úticélok
Egyiptom
- Abu Szimbel – Abu Szimbel-i repülőtér
- Alexandria – Borg El Arab repülőtér
- Aszjút – Aszjúti repülőtér
- Asszuán – Asszuáni nemzetközi repülőtér
- Kairó – Kairói nemzetközi repülőtér bázis
- Hurghada – Hurghadai nemzetközi repülőtér
- Luxor – Luxori nemzetközi repülőtér
- Marsza Alam – Marsza Alam-i nemzetközi repülőtér
- Marsza Matrúh – Marsza Matrúh-i nemzetközi repülőtér [nyári szezonális]
- Sarm es-Sejk – Sarm es-Sejk-i nemzetközi repülőtér

Ciprus
- Larnaca – Lárnakai nemzetközi repülőtér

Görögország
- Athén – Athéni nemzetközi repülőtér [nyári szezonális]

Izrael
- Tel-Aviv – Ben-Gurion nemzetközi repülőtér

Libanon
- Bejrút – Bejrút–Rafic Hariri nemzetközi repülőtér

Magyarország
- Budapest – Liszt Ferenc nemzetközi repülőtér

Málta
- Luqa – Máltai nemzetközi repülőtér

Szaúd-Arábia
- Dzsidda – Abdul-Aziz király nemzetközi repülőtér [nyári szezonális]

## Flotta
Az EgyptAir Express flottája 12 Embraer E–170 repülőgépből áll, melyeket 2018-tól fokozatosan kivonnak. 2018 és 2020 között 12 db Airbus A220-300 (korábbi nevén Bombardier CS3) érkezik.

## Fordítás
- Ez a szócikk részben vagy egészben  az   EgyptAir Express című angol Wikipédia-szócikk ezen változatának fordításán alapul.  Az eredeti cikk szerkesztőit annak laptörténete sorolja fel. Ez a jelzés csupán a megfogalmazás eredetét és a szerzői jogokat jelzi, nem szolgál a cikkben szereplő információk forrásmegjelöléseként.